# Нюкель, Отто
Отто Нюкель (нем. Otto Nückel; 6 сентября 1888, Кёльн — 12 ноября 1955, Кёльн) — немецкий художник, график, иллюстратор и карикатурист.

## Жизнь и творчество
О. Нюкель первоначально изучал во Фрайбургском университете медицину, однако обучение не завершил. Переехав в Мюнхен, занимался живописью и рисунком. Нюкель прожил в этом городе практически все последующие годы. Был членом художественной группы Мюнхенский сецессион. Работы Нюкеля пронизаны иронией, переходящей в сарказм. Большим подспорьем в его творчестве было полученное им в студенческие годы анатомическое образование.
Нюкель был мастером карандашного рисунка. Большим его успехом была вышедшая в 1930 году в Мюнхене книга «Судьба. История в картинах (Schicksal. Eine Geschichte in Bildern)» (изд. Delphin Verlag), в которой изложена рисованная карандашом, без сопроводительного текста, серия о тяжёлой, трагической судьбе женщины. В 2005 году во Франции вышло новой издание этой книги под названием Destin (изд. — Editions IMHO, Paris).
Художник сотрудничал с такими известными сатирическими журналами Германии, как «Симплициссимус» и Der Simpl. Популярностью пользовалась его серия рисунков Посещение мастерской (от Босха до Энсора). Работал как иллюстратор и карикатурист.
Выставки произведений О. Нюкеля проходили в галереях Мюнхена (в 1956, 1965) и Дюссельдорфа (в 2005).

## Галерея
- Архивная копия от 11 июня 2011 на Wayback Machine Иллюстрации О.Нюкеля к первому изданию сочинений Томаса Манна.